# Quirós
Quirós é um concelho (município) da Espanha na província e Principado das Astúrias. Tem 208,79 km² de área e em 2019 tinha 1 158 habitantes (densidade: 5,5 hab./km²).
O Castelo de Alba, em Quirós, encontra-se actualmente em ruínas, subsistindo apenas alguns troços das antigas muralhas, a cisterna e o portão de armas.

## Demografia
| Variação demográfica do município entre 1991 e 2004 | Variação demográfica do município entre 1991 e 2004 | Variação demográfica do município entre 1991 e 2004 | Variação demográfica do município entre 1991 e 2004 |
| --------------------------------------------------- | --------------------------------------------------- | --------------------------------------------------- | --------------------------------------------------- |
| 1991                                                | 1996                                                | 2001                                                | 2004                                                |
| 1805                                                | 1738                                                | 1488                                                | 1488                                                |